# Vromaneffect
Het vromaneffect, genoemd naar de hematoloog en dichter Leo Vroman, komt voor bij de bloedstolling. Bij adsorptie van eiwitten uit bloedplasma op een oppervlak komen de bewegelijkste eiwitten het eerst aan. Later worden ze verdrongen door minder bewegelijke eiwitten die een grotere affiniteit hebben met het oppervlak.

## Voorbeeld
Als fibrine aan een oppervlak van biopolymeer kleeft, wordt het later vervangen door andere eiwitten zoals zwaar kininogeen. Zo daalt de concentratie van fibrinogeen uit het bloedserum. Op hydrofobe oppervlakten wordt fibrinogeen meestal niet vervangen. Onder rustige omstandigheden zetten de eiwitten zich af in de volgorde albumine; globuline; fibrinogeen; fibronectine; factor XII en zwaar kininogeen.